# 1956 في النمسا
فيما يلي قوائم الأحداث التي وقعت خلال عام 1956 في النمسا.

## سياسة

### تعيين في المنصب
- 1 يناير – ألفونس غورباخ Third President of the National Council of Austria ‏.

## مواليد

### فبراير
- 14 فبراير – رينهولد هينترماير لاعب كرة قدم نمساوي.[1]

### مايو
- 1 مايو – إدوارد آرزت فيزيائي نمساوي.

### أكتوبر
- 4 أكتوبر – كريستوف فالتز[2]
- 25 أكتوبر – توماس شتاينر مخرج أفلام نمساوي.

### نوفمبر
- 16 نوفمبر – ماكس هاغماير لاعب كرة قدم نمساوي.[3]

## وفيات

### مايو
- 20 مايو – ألويس هتلر الابن (مواليد 1882)

### أكتوبر
- 18 أكتوبر – جوسيف بلوم (مواليد 1898)
- 23 أكتوبر – أوجست كوبزيك (مواليد 1888)[4]